# نفسیه خباز
نفسیه خبّاز (۱۲۶۵ - ۱۳۴۸) (نفسیه بنت ابراهیم بن سالم الخباز) بانوی محدث مصری بود. همراه برادرش نزد سه تن از علمای روزگارش به تحصیل پرداختند. از سه تن از جمله از ابو شامه مقدسی اجازهٔ نقل گرفت. سپس او بسیار به آموزش علم حدیث روی آورد، شمس‌الدین ذهبی از شاگردان او بود.